# Državno sveučilište u San Franciscu
Državno sveučilište u San Franciscu (eng. San Francisco State University) javno je sveučilište u američkoj saveznoj državi Kaliforniji koje je dio lanca kalifornijskih državnih (javnih) sveučilišta (eng. California State University). Sveučilište je osnovano 1899. godine i danas ga pohađa oko 30.000 studenata.

## Vanjske poveznice
- San Francisco State University